# Idaea unostrigata
Idaea unostrigata är en fjärilsart som beskrevs av George Thomas Bethune-Baker 1891. Idaea unostrigata ingår i släktet Idaea och familjen mätare. Inga underarter finns listade i Catalogue of Life.